# Alloptidae
Alloptidae (лат.) — семейство перьевых клещей (Analgoidea) из гипотряда Astigmata. Около 170 видов. Паразиты птиц. Встречаются повсеместно.

## Описание
Мелкие клещи, которые ассоциированы с хозяевами — околоводными птицами (гагары, буревестникообразные, пеликанообразные, аистообразные, гусеобразные, журавлеобразные и ржанкообразные). Хотя семейство объединяет характерное слияние бедро/колено на всех ногах с Xolalgidae и Thysanocercidae, аллоптиды отличаются от них наличием у самок гистеронотального щитка, простирающийся до заднего конца тела; часто, но не всегда присутствуют волоски ro. Мелкие виды аллоптид живут на кроющих перьях. Необычная асимметрия, при которой ноги расположены по обеим сторонам тела наблюдается у самцов Dinalloptes и Hyperpedalloptes. Однородовое семейство Thysanocercidae ранее включался в Alloptidae на основании сросшихся частей (бедро/колено) всех ног, но самки Thysanocercus имеют развитые задние лопасти, несущие волоски h2 на вершинах, а гистеронотальные склериты сильно орнаментированы. Некоторые виды населяют крылья отряда стрижеобразные (Apodiformes, Apodidae).

## Систематика
Около 170 видов и 29 родов в 4 подсемействах. Однородовое семейство Thysanocercidae ранее включалось в Alloptidae на основании сросшихся частей (бедро/колено) всех ног, но самки Thysanocercus имеют развитые задние лопасти, несущие волоски h2 на вершинах, а гистеронотальные склериты сильно орнаментированы. Виды населяют крылья отряда стрижеобразные (Apodiformes, Apodidae).
- Alloptellus Dubinin, 1955
- Alloptes Canestrini, 1879
- Alloptoides Gaud, 1961
- Anisanchus Peterson & Atyeo, 1977
- Aramolichus Peterson & Atyeo, 1968
- Brephosceles Hull, 1934
- Ceraturoptellus Cerny, 1969
- Dichobrephosceles Peterson & Atyeo, 1968
- Dinalloptes Gaud & Mouchet, 1957
- Diomedalloptes Mironov, 1998
- Echinacarus Dubinin, 1949
- Fregatocolus Atyeo & Peterson, 1992
- Gaudium Peterson & Atyeo, 1972
- Heterobrephosceles Peterson & Atyeo, 1978
- Homeobrephosceles Peterson & Atyeo, 1968
- Hyperpedalloptes Dubinin, 1955
- Ibidocolus Mironov, 1998
- Laminalloptes Dubinin, 1955
- Megalloptes Mironov & Perez, 2001
- Nealloptes Gaud & Mouchet, 1957
- Onychalloptes Peterson & Atyeo, 1968
- Oxyalges Gaud & Mouchet, 1959
- Paradoxalloptes Mironov, 1999
- Plicatalloptes Dubinin, 1955
- Psilobrephosceles Peterson & Atyeo, 1968
- Ptyctalloptes Mironov, 2002
- Rhynchalloptes Peterson & Atyeo, 1977
- Spinicnemis Mironov, 2002
- Tauralloptes Mironov, 2002
- ?Thyzanocercus Gaud & Mouchet, 1957 (Thysanocercidae)